# Сіу-Крік (округ Баррон, Вісконсин)
Сіу-Крік (англ. Sioux Creek) — місто (англ. town) в США, в окрузі Беррон штату Вісконсин. Населення — 667 осіб (2020).

## Демографія
Згідно з переписом 2010 року, у місті мешкало 655 осіб у 235 домогосподарствах у складі 181 родини. Було 270 помешкань
Расовий склад населення:
| - 98,9 % — білих - 0,2 % — чорних або афроамериканців |

До двох чи більше рас належало 0,9 %. Частка іспаномовних становила 0,8 % від усіх жителів.
За віковим діапазоном населення розподілялося таким чином: 28,1 % — особи молодші 18 років, 60,6 % — особи у віці 18—64 років, 11,3 % — особи у віці 65 років та старші. Медіана віку мешканця становила 40,6 року. На 100 осіб жіночої статі у місті припадало 108,6 чоловіків;  на 100 жінок у віці від 18 років та старших — 112,2 чоловіків також старших 18 років.
Середній дохід на одне домашнє господарство  становив 67 062 долари США (медіана — 50 446), а середній дохід на одну сім'ю — 77 870 доларів (медіана — 58 438). Медіана доходів становила 52 813 долари для чоловіків та 30 625 доларів для жінок. За межею бідності перебувало 23,0 % осіб, у тому числі 37,9 % дітей у віці до 18 років та 2,2 % осіб у віці 65 років та старших.
Цивільне працевлаштоване населення становило 332 особи. Основні галузі зайнятості: освіта, охорона здоров'я та соціальна допомога — 24,1 %, виробництво — 19,0 %, роздрібна торгівля — 13,6 %, сільське господарство, лісництво, риболовля — 13,0 %.